# Lykaion
Das Lykaion (neugriechisch Λύκαιο Lykeo, altgriechisch Λύκαιον ὄρος, lateinisch Mons Lycaeus) ist ein Gebirge in der griechischen Landschaft Arkadien in der Peloponnes, westlich von Megalopoli. Im Altertum befand sich dort eine berühmte Kultstätte des Zeus. Der höchste Gipfel Stefani (Στεφάνι) befindet sich auf einer Höhe von 1421 Metern über dem Meer.

## Das Heiligtum auf der Hochebene

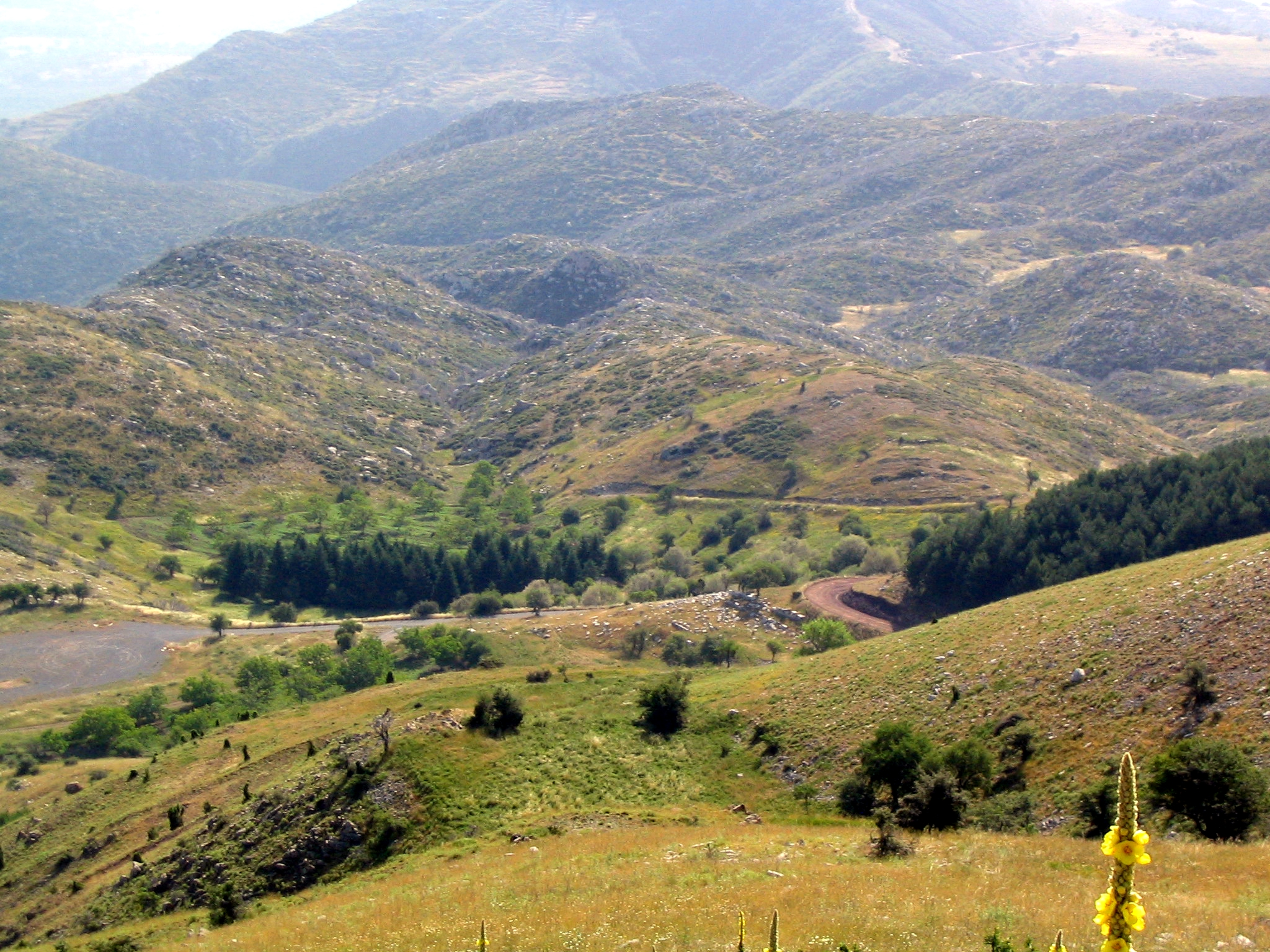
Blick auf die Standorte von Xenon (Gästehaus) und Stoa (Säulenhalle)

Koordinaten des Heiligtums: 37° 26′ 55″ N, 21° 59′ 43″ O
Auf einer Hochebene unterhalb des zweithöchsten Gipfel, dem 1382 Meter hohen Profitis Ilias (Προφήτης Ηλίας), befindet sich auf 1170 Metern Höhe das Heiligtum mit einem Stadion, einem Hippodrom, einer Stoa und einigen weiteren Gebäuden. Dort fanden auch nach Plinius dem Älteren die ältesten Spiele überhaupt statt. Pausanias erwähnt auch ein Heiligtum des Pan, der aus Arkadien stammt. Das Heiligtum besaß das Asylrecht. Zur Zeit des Pausanias (2. Jahrhundert n. Chr.) war es verlassen.
Die Kultstätte wurde bereits um 3000 v. Chr. verwendet; ein ebenfalls dort gefundenes minoisches Bergkristallsiegel mit dem Abbild eines Bullen (etwa 1500–1400 v. Chr.) deutet auf Verbindungen zur Minoischen Kultur hin.

## Der Zeus-Altar auf dem Gipfel

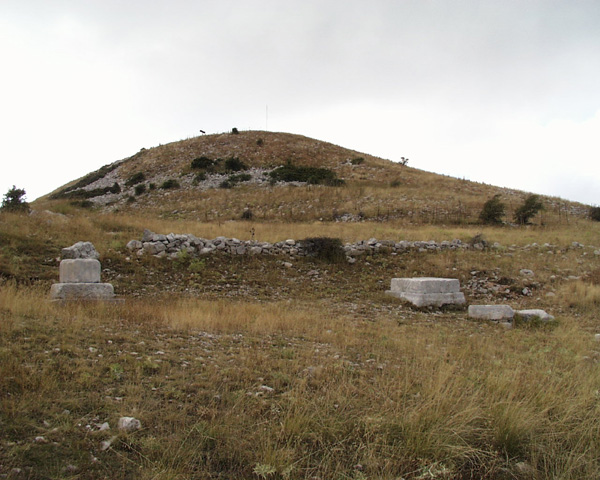
Die Überreste des Altars und die Säulen des Zeus

Koordinaten des Zeus-Altars: 37° 26′ 46,6″ N, 21° 59′ 22,2″ O
Auf dem südöstlich des Stefani gelegenen Gipfel des Profitis Ilias befand sich der Zeus-Altar, von dem heute noch Reste zu sehen sind, flankiert von zwei Säulen, auf denen je ein goldener Adler saß.

## Der Mythos
Zeus hatte gehört, dass die Menschen schlecht geworden seien. Deshalb ging er selbst unter die Menschen, um das Gerücht zu überprüfen. Lykaon („Wolfsmann“), der eben eine Geisel eines fremden Volkes getötet hatte, bewirtete Zeus, um seine Göttlichkeit zu prüfen und weil er ihn töten wollte, mit dem Fleisch der getöteten Geisel. Zeus zerstörte darauf seinen Palast und verwandelte ihn in einen Wolf. Darauf ließ Zeus die deukalionische Flut hervorbrechen, um die Menschheit zu vernichten; so die Fassung der Geschichte bei Ovid.

## Das Ritual
Nachts stiegen junge Männer auf den Berg, um am Opferfest teilzunehmen. Man aß Fleisch aus großen Kesseln. Unter die Fleischstücke waren, so hieß es, Stücke von Menschenfleisch gemischt. Wer von diesem Menschenfleisch aß, wurde zum Wolf (Werwolf) verwandelt. Nach einigen Jahren als Wolf wurde er dann wieder in die menschliche Gemeinschaft aufgenommen.

### Deutung des Rituals
Unter den archäologischen Resten deutet nichts darauf hin, dass auf dem Lykaion tatsächlich Menschen geopfert wurden. (Menschenopfer sind überhaupt auf dem griechischen Festland nirgends nachgewiesen.) Nur der vermeinte, Menschenfleisch zu essen, der dies auch tatsächlich (bewusst oder unbewusst) wollte. Das Ritual ist ein typischer Rite de passage, mit dem die Gesellschaft potentiell gefährliche Glieder für eine gewisse Zeit aussondert, in der sie ihre Aggressivität ausleben können. Eine historisch beglaubigte Person, die nach dem Ritual auf dem Lykaion diese zweimalige Verwandlung durchlebt hat, wurde im späteren Leben Berufsboxer (Damarchos von Parrhasia).

## Das Dorf und die Region
Ganz in der Nähe des Heiligtums befindet sich – malerisch gelegen – auch ein gleichnamiges Bergdorf. Ebenfalls auf dem Lykaio Oros, der nach dem Heiligtum benannten Bergkette, liegen die Dörfer Ano Karies und Kastanochori. Auch das antike Lykosoura ist nicht allzu weit entfernt. Ebenfalls westlich von Lykeo liegt das Dorf Neda nahe den Quellen des gleichnamigen Flusses Neda, gleich neben dem berühmten Pan-Tempel. Die Gegend ist heute allerdings sehr dünn besiedelt, nachdem ein schweres Erdbeben 1969 die Region erschüttert hatte und die meisten Bewohner es vorzogen, nach Athen oder Megalopoli umzuziehen.